# SMPTE 356M
Pour les articles homonymes, voir D10.
La norme SMPTE 356M aussi appelé D10, est un standard pour la compression de la vidéo numérique. La compression est de type MPEG-2 avec un échantillonnage couleur en 4:2:2. Utilise uniquement des I-frame, et inclus 8 canaux audio numérique non compressé échantillonné à 24 bits. Les débits vidéos possibles sont 30, 40 et 50 Mbit/s.
Elle est utilisée pour les formats MPEG IMX et XDCAM par Sony.

## Les normes SMPTE liées
- SMPTE 365M : Définit le mode d'enregistrement sur K7 du format D10[1]
- SMPTE 386M : Définit la manière d'encapsuler des données D10 dans un container générique MXF[2]